# ماریوس دوریس
ماریوس دِوْریس (انگلیسی: Marius de Vries؛ زادهٔ ۱۹۶۱) یک موسیقی‌دان اهل بریتانیا است.
او در سال ۲۰۰۱ همراه با کریگ آرمسترانگ برای ساختِ موسیقیِ فیلم مولن روژ! توانست جایزه بفتای بهترین موسیقی فیلم را از آنِ خود کند. دِوْریس این جایزه را یک بارِ دیگر در سال ۱۹۹۷ در همکاری با نلی هوپر برای موسیقیِ فیلم رومئو + ژولیت گرفته بود.